# 盧弼
盧 弼（ろ ひつ）は、中国・唐の詩人。別名は盧汝弼。字は子階（しかい）。蒲州河東県（現在の山西省運城市永済市）の人。本貫は范陽郡涿県。祖父は盧綸。父は盧簡求。
進士に及第して祠部員外郎・知制誥となり、昭宗の天祐元年（904年）、朱全忠（後の五代後梁の太祖）が昭宗に強要して洛陽へ遷都したとき随行したが、世の乱れを知って辞職し、上党に長寓した。その後、権臣の河東節度使李克用を頼り、河東節度副使となったが、謹直な性格を讃えられた。
作品に、『李秀才（りしゅうさい）の「辺庭四時怨（へんていしじえん）」に和す』（七言絶句）がある。
| 李秀才（りしゅうさい）の「辺庭四時怨（へんていしじえん）」に和す |                                                      |
| 八月霜飛柳半黄                                                   | 八月 霜飛んで柳半ば黄なり                            |
| 蓬根吹断雁南翔                                                   | 蓬根（ほうこん）吹き断たれて雁（かり）南に翔（か）く |
| 隴頭流水関山月                                                   | 隴頭（ろうとう）の流水 関山（かんざん）の月          |
| 泣上龍堆望故郷                                                   | 泣くなく龍堆（りゅうたい）に上（のぼ）って故郷を望む |